# تام وان لاندایت
تام وان لاندایت (انگلیسی: Tom Van Landuyt؛ زادهٔ ۷ مهٔ ۱۹۶۷) هنرپیشه، خواننده-ترانه‌پرداز، تهیه‌کننده، کارگردان اهل بلژیک است.